# Henk Kronenberg
Henk Kronenberg SM (* 29. September 1934 in Enschede als Hermannus Hendrikus Michael Kronenberg; † 25. März 2020 ebenda) war ein niederländischer Ordensgeistlicher und römisch-katholischer Bischof von Bougainville (Papua-Neuguinea).

## Leben
Henk Kronenberg trat der Ordensgemeinschaft der Maristenpatres bei und empfing am 18. Oktober 1961 im niederländischen Lievelde die Priesterweihe. Er arbeitete bis 1964 als Lehrer in Hulst. Wie viele seiner Mitbrüder, reiste er als Missionar nach Ozeanien und wirkte von 1965 bis 1990 auf der Insel Bougainville. Während des Bürgerkriegs in Bougainville (1988 bis 1998) blieb er zunächst noch in Bougainville, siedelte dann über nach Port Moresby und war von 1991 bis 1995 Regens des Priesterseminars Bomana sowie von 1995 bis 1999 Sekretär der Bischofskonferenz von Papua-Neuguinea.
Papst Johannes Paul II. ernannte ihn am 19. April 1999 zum Bischof von Bougainville. Der Erzbischof von Rabaul, Karl Hesse MSC, spendete ihm am 14. Juli desselben Jahres die Bischofsweihe in Tsiroge; Mitkonsekratoren waren Adrian Thomas Smith SM, Erzbischof von Honiara, und Ambrose Kiapseni MSC, Bischof von Kavieng.
Am 15. Dezember 2009 nahm Papst Benedikt XVI. seinen altersbedingten Rücktritt an. Er kehrte zurück zu seinen Mitbrüdern in den Niederlanden und lebte bis kurz vor seinem Tod in der Kommunität der Maristen in Enschede. Er starb am 25. März 2020 in einem Pflegeheim in Enschede.
2009 erhielt Kronenberg als einziger die höchste Ehrung, die am Unabhängigkeitstag Papua-Neuguineas verliehen wurde. Er wurde mit dem Titel „Chief“ geehrt und mit dem „Großen Orden von Logohu“ ausgezeichnet.